# Полег
Полег (ивр. נחל פולג‎, ар. вади-аль-фалик) — река в Израиле. Длина около 17 км.
Берёт начало неподалёку от кибуца Рамат-Ха-Ковеш, и впадает в Средиземное море возле города Нетания. Река Полег питается дождевой водой, которая стекает с холмов южного Шарона. Одна из немногих непересыхающих рек в стране.
Основными притоками реки являются Раанана, Ришпон, Дрор и Удим. Из-за небольшого уклона реки и близости подземных вод в её районе есть много болот, в низовьях распространены торфяники.
Площадь водосборного бассейна — 217 км² (113). Максимальный расход воды составляет 47 м³/с.
Название реки происходит от места, где прибрежный хребет из куркара был пробит для осушения болот. Возможно, это было сделано ещё в бронзовом веке.
У реки расположены два заповедника: «Заповедник Удим», восточнее шоссе № 2, и «Заповедник Нахаль-Полег», западнее шоссе № 2.